# Unionisme (Irlanda)
L'Unionisme és la ideologia que promou el manteniment o l'enfortiment dels vincles polítics i culturals entre Irlanda (sovint i, especialment Irlanda del Nord) i Gran Bretanya, i que originalment defensava que les relacions institucionals entre ambdós països es desenvolupessin en el marc de l'Acta d'Unió de 1800, que els va unir en una sola entitat política.
La relació política entre la Gran Bretanya i Irlanda data del segle xii, i arriba al seu punt àlgid amb l'Acta d'Unió de 1800, que va donar lloc a la creació del Regne Unit de la Gran Bretanya i Irlanda. El 1922, els vint-i-sis comtats del sud d'Irlanda obtenen la seva independència del Regne Unit, i passen a ser coneguts primer com a Estat Lliure d'Irlanda i posteriorment com l'actual República d'Irlanda. Els sis comtats restants, l'actual territori d'Irlanda del Nord, han romàs sota domini britànic, conformant l'actual Regne Unit de la Gran Bretanya i Irlanda del Nord. Actualment, la ideologia unionista està relacionada amb l'estatus polític del Nord britànic, i està pràcticament extinta en la resta de l'illa.
El terme té el seu origen en les campanyes dels que s'oposaven a la Home Rule, que pretenien evitar la creació d'un parlament panirlandès (dins del Regne Unit). Per aquesta defensa de l'Acta d'Unió van acabar sent coneguts com a unionistes, terme que va començar a aplicar-se'ls de manera generalitzada al pas del segle xix al xx.
L'unionisme i la ideologia oposada, el nacionalisme irlandès, estan associats amb les comunitats ètniques i religioses que integren la població del territori: el primer amb els protestants d'origen anglès o escocès (molts dels quals van arribar durant l'època de les "plantacions", i el segon amb els pobladors catòlics de l'illa. En qualsevol cas, les generalitzacions han de ser matisades, ja que un nombre significatiu d'individus no entra dins de les esmentades categories, i la distinció entre nadius catòlics irlandesos «purs» i protestants britànics «purs» no se sosté tenint en compte la centenària història de matrimonis mixtos, assimilació cultural i conversions religioses.

## Unionisme i identitat britànica
L'unionisme irlandès se centra en la identificació amb el Regne Unit, però això no necessàriament implica l'exclusió d'un sentiment de pertinença a la terra irlandesa, o una afinitat específica amb Irlanda del Nord (amb l'Ulster, al qual pertanyen els comtats britànics). Va emergir com un corrent polític unificat en oposició a l'autogovern atorgat a la província per la primera Home Rule Bill de 1886, promoguda pel primer ministre britànic William Gladstone. Mentre els nacionalistes irlandesos advocaven per la secessió de la Gran Bretanya, ja fos a través de la Home Rule, del rebuig a l'Acta d'Unió o a través d'una declaració d'independència, els unionistes creien fonamentalment en la necessitat de mantenir i aprofundir en la relació entre les diferents nacions constituents del Regne Unit, expressant el seu orgull pels símbols de la seva pertinença a aquesta unió.
Un símbol fonamental per als unionistes és la Union Jack (la bandera del Regne Unit). En les àrees unionistes d'Irlanda del Nord sovint es mostra en llocs visibles, junt amb altres símbols per reforçar el sentit d'identitat de la comunitat. L'unionisme també està especialment identificat amb la Corona Britànica.

## Religió
Històricament, la majoria dels unionistes irlandesos han estat protestants i, de la mateixa manera, la majoria dels nacionalistes irlandesos han estat catòlics. Tot i així, tant en un com en un altre cas hi ha excepcions no del tot infreqüents. El fenomen de l'unionisme catòlic continua existint a Irlanda del Nord, en relació amb les reserves, que despertaria entre part de les classes mitjanes catòliques les conseqüències econòmiques d'una unió amb la República d'Irlanda.
Tant l'unionisme com el nacionalisme irlandès han hostatjat elements ideològics sectaris i excloents, encara que ambdós hagin atret individus des de fora de la seva base religiosa. En tot cas, mentre el nacionalisme ha tingut històricament alguns líders protestants (Henry Grattan, Theobald Wolfe Tone, Charles Stewart Parnell o Douglas Hyde, l'unionisme ha estat liderat invariablement per polítics protestants. Aquesta falta de lideratge catòlic ha despertat històricament acusacions de sectarisme, particularment referides al període en què el Partit Unionista de l'Ulster (UPP), en les seves sigles en anglès) va mantenir el control incontestat d'Irlanda del Nord (1921-1972). Únicament un polític catòlic va formar part del govern durant aquell període (el Dr. G.B.Newe, especialment inclòs per millorar les relacions entre les dues comunitats en l'últim govern de l'UPP en els anys setanta). El líder unionista i premi Nobel de la Pau David Trimble va reconèixer que Irlanda del Nord havia estat una "freda casa" per als catòlics en el passat.

## Terminologia

### Unionistes i Lleialistes
Junt amb el terme unionista, les persones que propugnen les idees referides també són conegudes amb el terme lleialistes. Ambdues paraules s'usen tot sovint com a sinònimes, però l'última s'associa més habitualment a les línies més dures de l'unionisme, que en alguns casos tant individualment com col·lectivament han recolzat o dut a terme actes violents o de caràcter terrorista. Molts unionistes no es consideren lleialistes.

### Nacionalistes i Republicans
Una distinció similar es produeix en el nacionalisme irlandès. La majoria dels nacionalistes, com els membres o simpatitzants del Partit Socialdemòcrata i Laborista d'Irlanda del Nord (SDLP, per les seves sigles en anglès) i els principals partits de la República d'Irlanda són denominats de manera general nacionalistes, mentre que els integrants de la branca més militant del nacionalisme, que inclouria partits com el Sinn Féin, són coneguts com a republicans. A la República d'Irlanda, la tradició republicana s'ha anat moderat amb els anys, i en l'actualitat el partit "republicà", Fianna Fáil, té molt poc a veure amb els militants republicans de l'altre costat de la frontera, més enllà de certa coincidència ideològica o de perspectiva històrica.

## Història
Durant el segle xix i al principi del segle xx l'unionisme va tenir partidaris a tot Irlanda. En una data tan tardana com 1859, l'unionista Partit Conservador Irlandès era la força dominant i obtenia més escons que el Partit Liberal Irlandès o els diferents partits nacionalistes. Cal assenyalar que, durant aquelles dates, encara no estava estès el sufragi universal i la política estava en mans de les elits, úniques amb dret a vot.

### LaHome Rule
Home Rule és el nom donat a la decisió d'establir un parlament autònom a Irlanda, que la governés com una regió autònoma dins del Regne Unit. Va ser recolzada des de la dècada de 1860 i posteriorment pels líders nacionalistes de major importància, com ara Isaac Butt, William Shaw, Charles Stewart Parnell, John Redmond i John Dillon, convertint-se la seva aprovació i desenvolupament en l'objectiu principal tant del Partit Nacionalista, que arribaria a ser conegut com la Lliga per l'Autogovern (Home Rule League), com del Partit Parlamentari Irlandès, el més gran a l'illa des de la dècada de 1880 fins al final de la Primera Guerra Mundial.
Els unionistes capitalitzaven l'oposició a la descentralització. Creien que un parlament irlandès dominat pels nacionalistes catòlics portaria a la discriminació econòmica, social i religiosa en seu contra, i acabaria advocant per la independència de la Gran Bretanya. En gran part de l'illa, l'unionisme comptava entre les seves files amb les classes governants, terratinents i membres de la gentry, però també tenia ampli suports entre els protestants de tota classe i procedència en l'Ulster. Precisament aquesta part de l'illa s'havia industrialitzat, i gaudia d'una economia que s'assemblava molt a la britànica.
Una sèrie de governs britànics van presentar projectes de llei d'Home Rule (Home Rule Bills, Actes de Govern d'Irlanda) al parlament britànic. El 1886 el primer d'aquests projectes va ser rebutjat per la Cambra dels Comuns, provocant una controvèrsia política que finalment acabaria amb el govern del Partit Liberal en el poder: alguns dels seus membres el van abandonar per formar el nou Partit Unionista Liberal, que es va aliar amb el Partit Conservador. Finalment els dos partits es van unir en el Partit Conservador i Unionista (conegut generalment com a Partit Conservador), que a hores d'ara continua sent el partit de referència de la dreta política britànica. El 1893 el nou projecte d'Home Rule va ser aprovat pels Comuns però va rebutjar per la Cambra dels Lords, que tenia una còmoda majoria conservadora.
L'unionisme polític va cristal·litzar en les àrees protestants de l'Ulster, al nord d'Irlanda. A començament del segle xx, el Partit Unionista Irlandès (IUP) s'havia vist reduït a aquesta zona, i el 1905 es va fundar el Consell Unionista de l'Ulster, que donaria lloc al Partit Unionista de l'Ulster (UUP), que reemplaçaria l'IUP. Fins al 1920, molts dels líders de l'IUP venien d'altres parts d'Irlanda, i el seu líder més important, Edward Carson, s'oposava no només a la Home Rule sinó a qualsevol intent de partició de l'illa.
El 1911, va ser eliminat el dret de veto de la Cambra dels Lords sobre tota la legislació, la qual cosa va deixar via lliure a un projecte de Home Rule, que seria finalment aprovat. Els unionistes, especialment els d'Ulster, van iniciar una campanya en contra, amenaçant d'establir un govern provisional a la regió si finalment se'ls imposava la nova Acta de Govern. Van construir una milícia coneguda com els Voluntaris de l'Ulster i van importar 25.000 Plantilla:Fusell (arma) d'Alemanya. A mitjan 1914, els Voluntaris disposaven de 90.000 homes.
En vigílies de la Primera Guerra Mundial l'Acta de Govern d'Irlanda (Home Rule Act) de 1914 es va convertir en llei. La guerra, en tot cas, va evitar la seva entrada en vigor. L'Alçament de Pasqua de 1916 i els fets subsegüents van portar a la promulgació d'una quarta llei d'Autogovern després de la guerra, coneguda com l'Acta de Govern de 1920. La llei es trobava molt influïda pel líder unionista Sir Edward Carson, i concedia a sis dels nou comtats de l'Ulster (el que avui coneixem com a Irlanda del Nord) el seu propi parlament autònom, independent de la resta de l'illa (que va passar a conèixer-se breument com Irlanda del Sud). L'Acta de 1914 havia establert una partició similar com a mesura temporal, per a un període sense especificar. Finalment, només Irlanda del Nord es va convertir en una entitat autònoma funcional, i aviat Irlanda del Sud es va convertir en l'Estat Lliure d'Irlanda.
Els unionistes s'oposaven a l'Acta de Govern per múltiples raons:
- Els terratinents del Sud i l'Oest d'Irlanda temien que un parlament nacionalista aprovés lleis i tributs contraris als seus interessos.
- Alguns temien que la Home Rule es convertís en la Rome Rule ("Llei Romana"), això és, que portés a un domini social de l'Església Catòlica. Temien que això provoqués la discriminació de la comunitat protestant, incloent-hi discriminacions legals anàlogues a les que s'havien imposat als catòlics i als protestants dissidents (com els presbiterians) en les antigues lleis penals, formalment abolides el segle anterior.
- Alguns s'identificaven fortament amb la Corona i les lleis britàniques (British Rule), i no volien que es produís cap canvi.
- Alguns, particularment en l'Ulster, veien la resta de l'illa com menys avançada econòmicament, i temien que un parlament a Dublín implantés impostos que perjudiquessin la indústria.

No tots els protestants eren unionistes; alguns eren nacionalistes, com el cas de Charles Stewart Parnell. De la mateixa manera, alguns catòlics de classe mitjana recolzaven el manteniment de la unió. A més, l'unionisme es va veure recolzat, en el període entre la dècada de 1880 fins a 1914 per nombrosos líders del Partit Conservador britànic, especialment Lord Randolph Churchill i el futur primer ministre Andrew Bonar Law. Churchill va pronunciar el lema, posteriorment molt difós, " Ulster will fight and Ulster will be right " ("L'Ulster lluitarà, i tindrà raó").

### Irlanda del Nord
La creació d'Irlanda del Nord per l'Acta de Govern de 1920, i la posterior creació de l'Estat Lliure Irlandès, va separar els unionistes del Nord i del Sud. L'exclusió d'Irlanda del Nord de tres dels comtats de l'Ulster (Donegal, Monaghan i Caven) va fer sentir-se els unionistes dels esmentats territoris aïllats i traïts. Van establir una associació per persuadir els seus companys unionistes que reconsideressin les fronteres descrites, però va ser en va.
Els unionistes eren majoria a quatre dels comtats de la nova regió (Antrim, Londonderry, Down i Armagh), i eren una àmplia minoria en els restants, Fermanagh i Tyrone. Sir Edward Carson havia urgit expressament al nou primer ministre d'Irlanda del Nord, Sir James Craig, a assegurar l'absoluta igualtat en el tractament cap als catòlics, per garantir l'estabilitat del nou estatus. La discriminació, tanmateix, va continuar vigent en àrees com l'habitatge, l'ocupació i la representació en els governs locals. El premi Nobel David Trimble, antic líder del Partit Unionista de l'Ulster, va admetre que Irlanda del Nord havia estat una "freda llar" per als catòlics durant la major part del segle xx. Molts unionistes, sobretot del Partit Democràtic Unionista, neguen que hi hagués discriminació organitzada, i atribuïen la pobresa soferta per ambdues comunitats a les condicions econòmiques generals.

### ElsTroubles
En els anys seixanta, les reformes del primer ministre d'Irlanda del Nord, Terence O'neill, dirigides a crear una societat més equitativa entre unionistes i nacionalistes, van donar com a resultat una oposició violenta de la facció unionista dirigida pel ministre protestant radical Ian Paisley. Els nacionalistes, per la seva part, havien llançat un moviment en favor dels drets civils amb demandes clau en matèria electoral, com ara la petició d'"un home, un vot" per evitar la discriminació vigent contra els catòlics en el sistema electoral nord-irlandès. A causa d'aquest conflicte, en el qual es registraven atacs contra les infraestructures nord-irlandeses per part d'alguns grups unionistes, O'Neill va dimitir el 2 d'abril de 1969, i va ser reemplaçat per James Chichester-Clark.
L'agost de 1969, coincidint amb la desfilada anual dels Apprentice Boys of Derry) a la ciutat, van tenir lloc seriosos incidents i protestes a Derry (Batalla del Bogside) i Belfast. A conseqüència d'això, a partir del 14 d'agost el govern britànic va desplaçar tropes de l'exèrcit a l'Ulster per rellevar la policia. L'any següent Clark va viatjar a Londres, a la recerca de més suport militar, en un intent de sufocar els creixents episodis violents. En rebre molt menys d'allò que havia sol·licitat, va dimitir, sent reemplaçat per Brian Faulkner.
El 1972, la situació s'havia deteriorat considerablement, i el 30 de gener tretze civils van ser assassinats per tropes del regiment paracaigudista a Derry, en un fet que seria conegut com a Diumenge Sagnant. Tres mesos més tard el Parlament d'Irlanda del Nord i el seu govern van ser suspesos. En aquell temps l'entrada en política del reverend Ian Paisley tindria gran importància per a l'unionisme. Paisley funda el Partit Democràtic Unionista (DUP) amb l'antic diputat de l'UUP Desmond Boal i John Mcquade. El nou partit ràpidament va començar a guanyar suports procedents de l'UUP, i des de 1975 va obtenir almenys el 10% dels vots en cada elecció.
El projecte endegat per Faulkner per establir un govern compartit entre nacionalistes i unionistes el 1974 es va veure estroncat per la vaga general (promoguda per les forces unionistes) del 15 de maig d'aquell any. Com a resultat d'això, Faulkner va perdre el suport del seu partit, va ser reemplaçat com a líder per Harry West, i va acabar formant el seu propi partit, el Partit Unionista d'Irlanda del Nord. Posteriorment, el mateix West dimitiria, i seria reemplaçat per Jim Molyneux el 1979. El secretari d'Estat Jim Prior va fer un altre intent descentralitzador, presentant un pla ah hoc, entre 1982 i 1986, però el pla va ser boicotejat, en aquest cas pels nacionalistes.
Després de dècades de conflicte, un alto el foc general i les negociacions polítiques subsegüents van acabar donant com a fruit l'Acord de Belfast, del 10 d'abril de 1998, que de nou va establir un sistema de poder compartit per a la regió, amb suport obligatori d'ambdues comunitats. L'UUP va recolzar l'acord, al que es va oposar el DUP i altres partits petits.